# Diaminy
Diaminy jsou organické sloučeniny, které mají v molekulách dvě aminové skupiny. Používají se jako monomery při výrobě polyamidů, polyimidů a polymočoviny. Nejčastěji se toto označení používá pro primární diaminy, které jsou nejreaktivnější.
Nejvíce vyráběným diaminem je 1,6-diaminohexan (surovina na výrobu nylonu), následovaný ethylendiaminem. 1,2-diaminové skupiny jsou součástí řady biomolekul a používají se v organické chemii jako ligandy.

## Alifatické diaminy

### Nerozvětvené
- 1 uhlík: methandiamin (diaminomethan)
- 2 uhlíky: ethylendiamin (1,2-diaminoethan) a od něj odvozené N-alkylované sloučeniny jako 1,1-dimethylethylendiamin, 1,2-dimethylethylendiamin, ethambutol a tetramethylethylendiamin (TMEDA)

Ethylendiamin

- 3 uhlíky: 1,3-diaminopropan (propan-1,3-diamin)
- 4 uhlíky: putrescin (butan-1,4-diamin)
- 5 uhlíků: kadaverin (pentan-1,5-diamin)
- 6 uhlíků: hexamethylendiamin (hexan-1,6-diamin), trimethylhexamethylendiamin

### Rozvětvené
- 1,2-diaminopropan - chirální
- difenylethylendiamin - C2-symetrický
- trans-1,2-diaminocyklohexan - C2-symetrický

### Cyklické

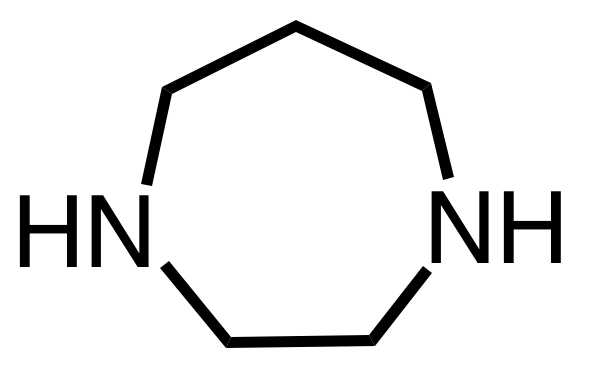
1,4-diazacykloheptan

- 1,4-diazacykloheptan

### Xylylendiaminy
Xylylendiaminy se řadí mezi alkylaminy, jelikož není aminová skupina přímo vázaná na aromatické jádro.
- o-xylylendiamin (OXD)
- m-xylylendiamin (MXD)
- p-xylylendiamin (PXD)

## Aromatické
Existují tři navzájem izomerní sloučeniny, které patří mezi fenylendiaminy:
- o-fenylendiamin
- m-fenylendiamin
- p-fenylendiamin

Podobnou sloučeninou je 2,5-diaminotoluen, který má na benzenové jádro navíc navázanou methylovou skupinu.

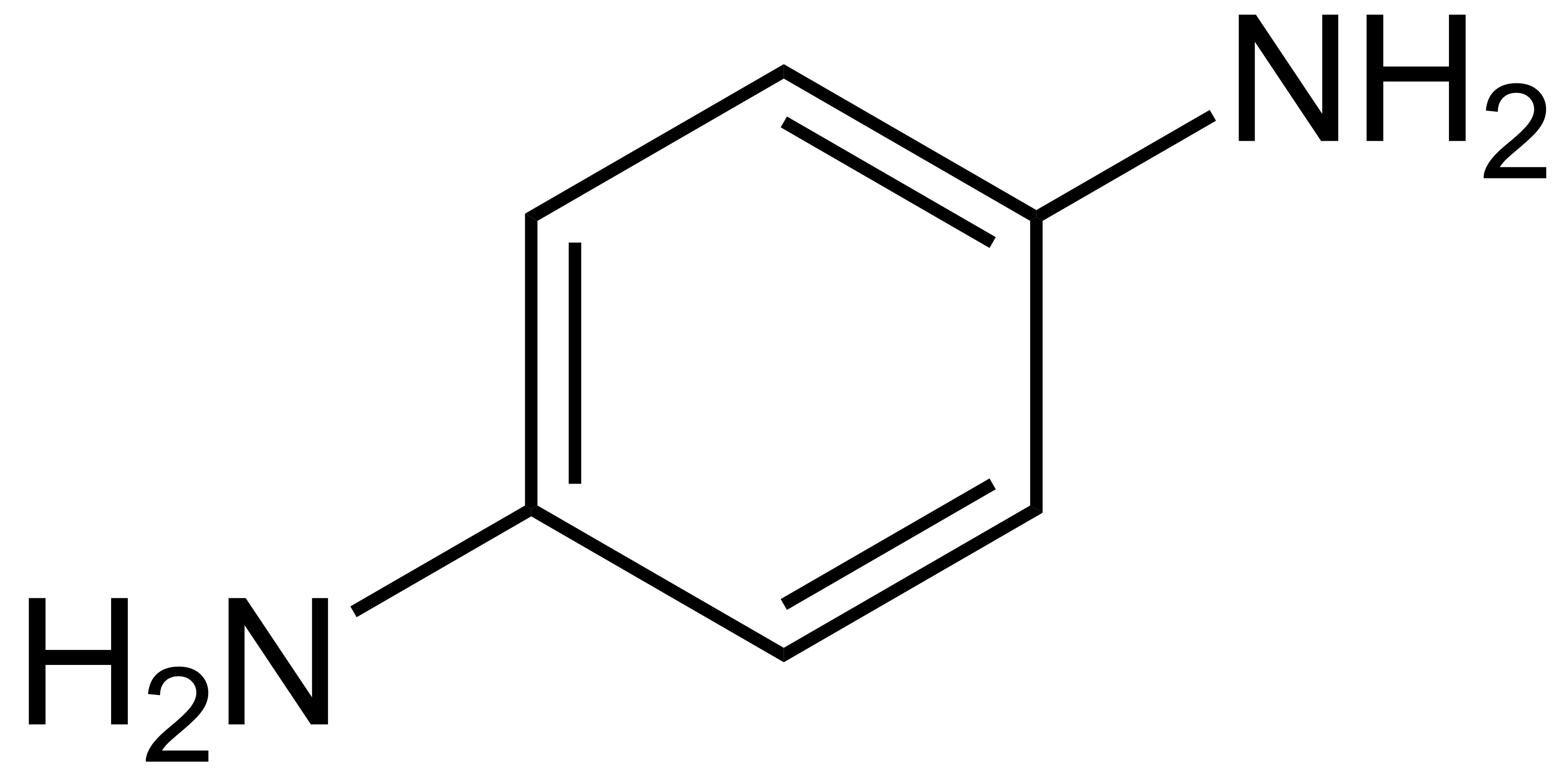
p-fenylendiamin

K N-methylovaným derivátům diaminů patří:
- dimethyl-4-fenylendiamin, reaktant v organické syntéze
- N,N'-di-2-butyl-1,4-fenylendiamin, antioxidant

Existují také diaminované deriváty uhlovodíků s dvěma aromatickými jádry (například bifenylu a naftalenu):
- 4,4'-diaminobifenyl
- 1,8-diaminonaftalen